# Grupo Desportivo Recreativo e Cultural Pretória
O Grupo Desportivo Recreativo e Cultural Pretória (GDRCP) é uma associação da Ilha do Sal (Cabo Verde) fundada em 1991, que tem desenvolvido um papel relevante nas áreas desportiva, social, recreativa e cultural da ilha.

## Modalidades
As principais modalidades praticadas pelo clube são o basquetebol, futebol e voleibol, todas de caráter amador.
O Pretória disputou sua primeira temporada na Segunda Divisão em 2017, após o registo oficial do clube na ilha.

## Projetos Sociais
A Escolinha de Minibasket, conhecida como "Pretórinhas", é um dos projetos de grande valor pedagógico e social criado pela Associação. Esta iniciativa é essencial para a sustentabilidade das camadas juvenis e sênior, sendo fundamentalmente importante para o desenvolvimento do gosto e prazer pela modalidade, numa abordagem que combina diversão e aprendizagem. 